# Labrador (félsziget)
Labrador félszigete Kanada keleti részén helyezkedik el. 1 400 000 km²-es területével az ötödik legnagyobb félsziget a Földön.

## Elnevezése
A félsziget João Fernandes Lavrador portugál felfedezőtől kapta a nevét. Lavrador I. Mánuel király utasítására derítette fel az Atlanti-óceán északnyugati részét, melyet a tordesillasi szerződés Portugáliának ítélt. A félszigetet 1498-ban pillantották meg. Lavrador Grönland délnyugati részét és a környező észak-amerikai partokat is feltérképezte. Valójában az elsőnek megpillantott Grönlandnak adta a Terra do Lavrador nevet, de ez az egész régión rajtamaradt és a később a félsziget kapta meg.

## Elhelyezkedése és földrajza
Labradort három oldalról tenger veszi körül; nyugaton a Hudson-öböl, északon a Hudson-szoros, északkeleten a Labrador-tenger, délkeleten pedig a Szent Lőrinc-öböl. Labrador északnyugati részét az Ungava-félsziget alkotja, melyet Hudson-öböl, a Hudson-szoros és az Ungava-öböl vesz körbe. Itt található a félsziget legészakibb pontja, a Wolstenholme-fok is. 
Labrador geológiai szempontból a kanadai pajzshoz tartozik, jellemző kőzetei a prekambriumi eredetű gránit, gneisz és gabbró. A jókora területű félszigeten több hegység is húzódik. Északon fekszik a Torngat-hegység, itt található Labrador és Kelet-Kanada legmagasabb csúcsa, az 1652 m magas Mount Caubvick; valamint Labrador egyetlen nemzeti parkja, a Torngat Mountains Nemzeti Park. A félsziget középső részén 500-800 m magas tavakkal tarkított fennsík helyezkedik el. A folyók gyors sodrásúak, nem hajózhatóak. A leghosszabb folyó a 856 km-es Churchill-folyó . Egyéb jelentős vízfolyás még a Koksoak-, Arnaud-, La Grande-, Leaf-, George- és Great Whale-folyó. Labradoron található a világ egyik leggazdagabb vasérclelőhelye.
A növényzet Labrador északi részén erdős tundra, melyet ritkás fekete- és szürke luc, valamint balzsamfenyő alkot. A déli erdők tajga jellegűek, ahol a fenyők közé már lomblevelű fák is keverednek. 
Közigazgatásilag északkeleti része Új-Fundland és Labrador tartomány Labrador régiójához, többi területe pedig Québec tartomány Saguenay-Lac-Saint-Jean, Côte-Nord és Nord-du-Québec régióihoz tartozik. A félszigeten 2006-ban mintegy 150 ezren éltek, többnyire a partvidéken.

## Éghajlata
Klímája délen mérsékelt, északon szubarktikus; erősen befolyásolja az Jeges-tenger és a hideg Labrador-áramlat. A januári középhőmérséklet északnyugaton -28 °C, délkeleten -12 °C. Júliusban északon átlagosan 7 °C-t, délen pedig 18 °C-t mutat a hőmérő. Az éves csapadék északon 250 mm, délen eléri az 1200 mm-t. Területének jelentős részén a talaj permafroszt állapotban van.

## Fordítás
- Ez a szócikk részben vagy egészben  a   Labrador Peninsula című angol Wikipédia-szócikk ezen változatának fordításán alapul.  Az eredeti cikk szerkesztőit annak laptörténete sorolja fel. Ez a jelzés csupán a megfogalmazás eredetét és a szerzői jogokat jelzi, nem szolgál a cikkben szereplő információk forrásmegjelöléseként.
- Ez a szócikk részben vagy egészben  a(z)   Лабрадор (полуостров) című orosz Wikipédia-szócikk ezen változatának fordításán alapul.  Az eredeti cikk szerkesztőit annak laptörténete sorolja fel. Ez a jelzés csupán a megfogalmazás eredetét és a szerzői jogokat jelzi, nem szolgál a cikkben szereplő információk forrásmegjelöléseként.